# Taipei Challenger 1992
Il Taipei Challenger 1992 è stato un torneo di tennis facente parte della categoria ATP Challenger Series nell'ambito dell'ATP Challenger Series 1992. Il torneo si è giocato a Taipei in Taiwan dal 27 aprile al 3 maggio 1992 su campi in cemento.

## Vincitori

### Singolare
Sandon Stolle ha battuto in finale  Jeremy Bates con il punteggio di 6–3, 5–7, 7–5

### Doppio
Broderick Dyke /  Peter Lundgren hanno battuto in finale  Neil Borwick /  Andrew Kratzmann con il punteggio di 7–6, 7–5